# مقبرة 6

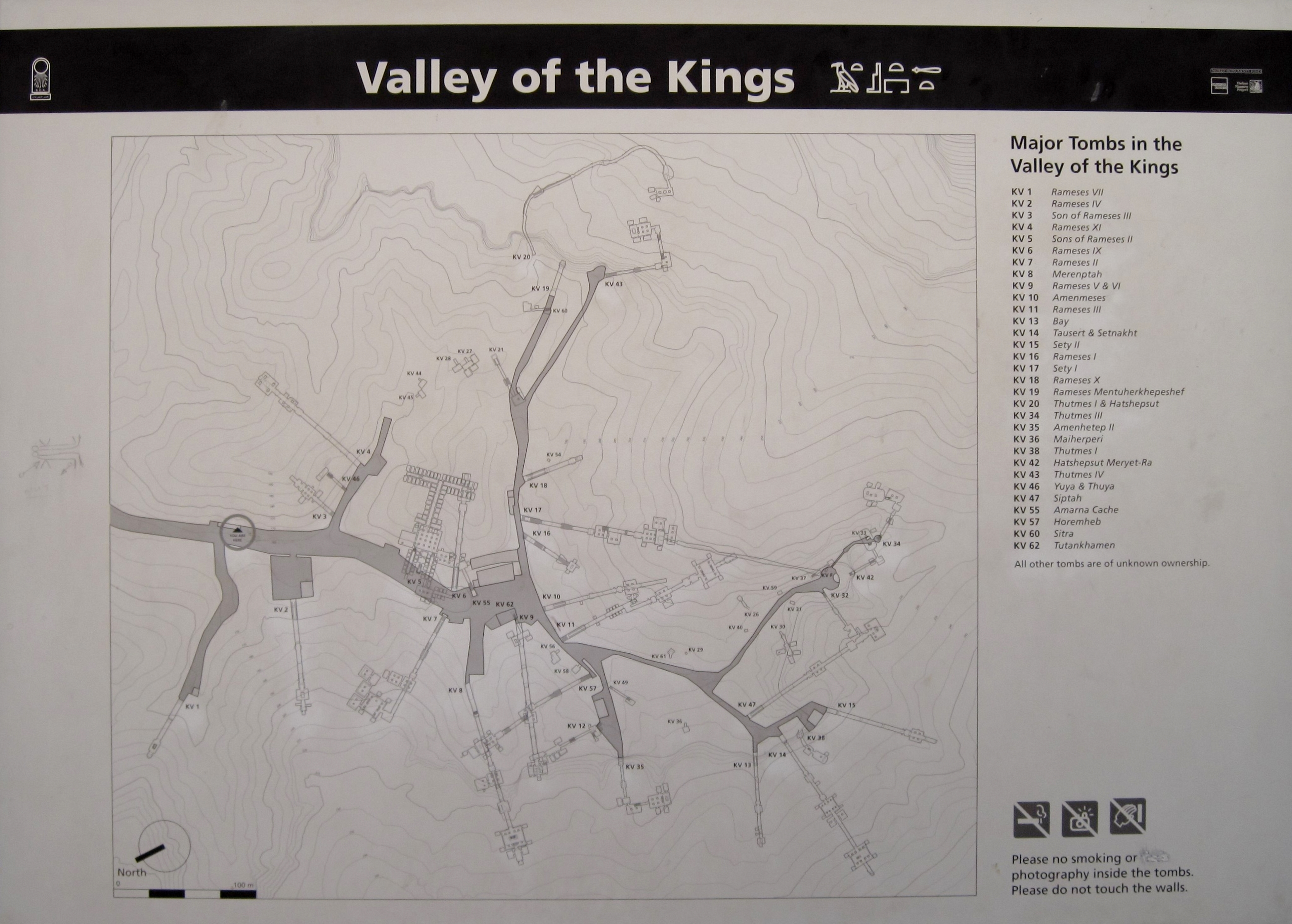
خريطة وادي الملوك.

مقبرة 6 وتعرف عالميا باسم KV6، وتقع في الوادي الشرقي بوادي الملوك بمصر، هي المثوى الأخير لفرعون مصر رمسيس التاسع ثامن ملوك الأسرة العشرون، ومن السمات المميزة لهذه المقبرة أنها لم يكن العمل بها قد انتهى مع وفاة الملك، إذ تبدو معالم العجلة واضحة لإنهاء العمل، خاصة في طريقة الانتهاء من النقوش أو طريقة قطع أركان المقبرة، كما تتميز بعلو مدخلها عن سطح الأرض بعض الشئ (وهو أمر غير معتاد في تصميم المقابر) مقارنة بمدخلي المقبرتين المحيطين بها (مقبرة 5 ومقبرة 55)، علاوة على استخدام الألوان الأسود والأزرق الداكن والأصفر بصورة طاغية للنقش على الجدران وهو أمر غير معتاد في مقابر وادي الملوك أيضا.
والمقبرة مفتوحة منذ العصور القديمة ويدلل على ذلك العديد من النقوش الموجودة على جدران المقبرة والتي خلفها الزوار سواء باللغتين اللاتينية أوالقبطية، كما تعرضت أغلب محتويات المقبرة للسرقة بما فيذلك التابوت الحجري للملك والذي لم يتم العثور عليه مطلقا.

## المطبوعات
- Reeves, N & Wilkinson, R.H. The Complete Valley of the Kings, 1996, Thames and Hudson, London
- Siliotti, A. Guide to the Valley of the Kings and to the Theban Necropolises and Temples, 1996, A.A. Gaddis, Cairo

## وصلات خارجية
- مشروع تخطيط طيبة: مقبرة 6 - يضم وصفا وصورا وخرائط للمقبرة.